# Dimitrie Ghica
Dimitrie Ghica (1816-1897) fue un político y escritor rumano.

## Biografía
Nacido el 31 de mayo de 1816, era hijo del gobernante Grigore Ghica. Cuando aún era joven, fue enviado a Alemania, donde estudió, y, a su regreso, ingresó en la Guardia Imperial Rusa como oficial de caballería. Sin embargo, no permaneció mucho tiempo en esta situación; abandonó la corte del zar y Rusia y realizó un largo viaje por Europa, de donde no regresó a su país natal hasta 1846. En 1854 ingresó en la magistratura, como miembro del Tribunal de Apelación durante un breve período, y luego fue nombrado prefecto de policía de Bucarest. En 1857 fue elegido presidente del municipio de Bucarest y, poco después, miembro del Diván Ad-hoc, como diputado por Ilfov. En el Diván Ad-hoc, formó parte de la comisión que redactó la Memorandul explicativ al celor 4 puncte. Partidario de la unión de los Principados, en 1859 fue nombrado miembro del Tribunal de Apelación y, poco después, elegido presidente del municipio de Bucarest. Al mismo tiempo, fue elegido diputado a la Cámara y, en 1860, ministro de Cultos.
Hasta 1862, fue varias veces ministro en los efímeros gobiernos de aquella época y, durante un año, presidente del Consejo. Después de 1864, junto con la mayoría de los líderes rumanos, se opuso al gobierno de Cuza y en 1866 participó en su derrocamiento. Hasta 1868, fue alternativamente ministro del Interior, de Obras Públicas y Exteriores, y presidente del Consejo. Elegido ese año como presidente de la Cámara de Diputados, permaneció en el cargo hasta 1873 y, al mismo tiempo, inició su actividad en la dirección de obras benéficas. Ya en 1868, entró en la gestión de los hospitales civiles, a los que dedicó más de veinte años.
También presidió el Senado durante una larga serie de años, hasta la retirada de los liberales en 1888. Desde entonces, en varias ocasiones, los ciudadanos de la capital le dieron su voto, como su representante en el Senado, y en 1896 fue reelegido presidente de este órgano y aceptó retomar el cargo de director de hospitales civiles. Falleció en febrero de 1897.
Fue autor de Articles publies dans les journaux valaques, Reponse au Morning el à l'Etoile du Danube, Prefectura poliției, proect de reformă (1856) y Amicilor şi inamicilor met.